# Mandriva (azienda)
Mandriva S.A. (in precedenza  MandrakeSoft) era una software house francese, fondata da Gaël Duval e insieme a Jacques Le Marois, creatrice di Mandriva Linux.
Duval è stato responsabile della comunicazione nel team del management di Mandriva finché non è stato licenziato dalla compagnia nel marzo 2006.

## Storia
Mandriva fu creata col nome di MandrakeSoft nel 1998. Attualmente ha uffici in USA, Brasile (Curitiba), Polonia (Poznań) e Francia (Parigi). Mandriva è tra i soci fondatori del Desktop Linux Consortium. Attualmente ha circa 130 dipendenti. Gli utenti di Mandriva Linux sono stimati in circa 6-8 milioni.
La decisione di cambiare il nome dell'azienda è stata presa a seguito della causa intentata nel 2004 dalla Hearst Corporation che vantava diritti sul marchio registrato "Mandrake", legato all'omonimo personaggio dei fumetti, Mandrake il mago. La MandrakeSoft perse la causa. Nel 2005 MandrakeSoft acquisì Conectiva e Lycoris. Il nome Mandriva deriva appunto dalla fusione dei nomi Mandrake e Conectiva.
Nel 2011 la società ha iniziato ad accusare problemi finanziari, e la situazione è peggiorata agli inizi del 2012. Il 30 aprile 2012 il CdA della società ha approvato un rifinanziamento, salvando la società dalla bancarotta. A metà 2012 la società ha abbandonato lo sviluppo diretto delle soluzioni Linux gratuite e si è concentrata sullo sviluppo di software open-source a pagamento, offrendo servizi per il cloud (Pulse2), sistemi operativi per server (Mandriva Business Server) e servizi di tipo enterprise. La distribuzione Mandriva Linux è stata donata alla comunità, che si è organizzata in OpenMandriva Association (OMA).
La distribuzione, per questioni legali (il nome appartiene ancora a Mandriva SA), è stata rinominata OpenMandriva LX la cui prima versione è stata pubblicata a fine 2013.
La società Mandriva è stata messa in liquidazione nel maggio del 2015.